# Псилантропізм
Псилантропізм — одне з християнських єретичних вчень. У контексті вчення про спасіння в православній церкви протилежно докетизму. Суть псилантропізму полягає в утвердженні безсилля Бога в певний час або ситуації. Зокрема постулюється, що будучи розіп'ятим Ісус Христос був безсилий врятувати або врятуватися, як і розіп'яті разом з ним розбійники.

Єресі протиставляється сповідання розсудливого розбійника на хресті, описане в Євангелії від Луки:

« 39 Один з розіп’ятих злочинців хулив Його, говорячи: якщо Ти Христос, спаси Себе і нас. 40 Озвався і другий, і докоряв тому, і казав: чи ти не боїшся Бога, коли й сам на те саме засуджений? 41 І ми засуджені справедливо, бо достойне за діла наші одержали; а Він нічого лихого не вчинив. 42 І сказав Ісусові: пом’яни мене, Господи, коли прийдеш у Царство Твоє! 43 І сказав йому Ісус: істинно кажу тобі: сьогодні ж будеш зі Мною в раю.». (Лк. 23:39–43)

Також передбачаючи розчарування учеників, Ісус Христос хотів попередити їх, що Його страждання будуть добровільними. Вони потрібні для спасіння людського роду від гріха і смерті. Він хотів переконати апостолів, що Його страждання не будуть ознакою Його слабкості. Коли в Гефсиманському саду ап. Петро буде намагатися захистити Його, Він скаже йому: 
«Чи думаєш, що Я не можу тепер ублагати Отця Мого, і Він пошле на захист легіони ангелів? Як же тоді збудуться Писання, що так повинно бути?(Мт. 26:53–54)».
Ісус попереджав апостолів, що Йому належить багато постраждати від язичників, бути вбитому і на третій день воскреснути. Ці слова Христові апостоли чи забудуть, чи не звернуть на них уваги. Як ми знаємо із Євангелія, апостоли не згадають їх після смерті Ісуса Христа і не повірять жонам-мироносицям, що Він воскрес, як обіцяв.